# Cantó de Villersexel
El cantó de Villersexel és un cantó francès del departament de l'Alt Saona, situat al districte de Lure. Té 32 municipis i el cap és Villersexel.

## Municipis
- Aillevans
- Athesans-Étroitefontaine
- Autrey-le-Vay
- Beveuge
- Courchaton
- Crevans-et-la-Chapelle-lès-Granges
- Fallon
- Faymont
- Georfans
- Gouhenans
- Grammont
- Granges-la-Ville
- Granges-le-Bourg
- Longevelle
- Les Magny
- Marast
- Mélecey
- Mignavillers
- Moimay
- Oppenans
- Oricourt
- Pont-sur-l'Ognon
- Saint-Ferjeux
- Saint-Sulpice
- Secenans
- Senargent-Mignafans
- Vellechevreux-et-Courbenans
- La Vergenne
- Villafans
- Villargent
- Villersexel
- Villers-la-Ville

## Història
| Data d'elecció                           | Identitat         | Partit          | Qualitat |
| ---------------------------------------- | ----------------- | --------------- | -------- |
| 1945-1951                                | M. de Chatelot    | RGR             |          |
| 1951-1994                                | Michel Miroudot   | RI, després UDF |          |
| 1994-2001                                | Maurice Manière   | UDF             |          |
| 2001-                                    | Gérard Pelleteret | Divers gauche   |          |
| les dades anteriors no són pas conegudes |                   |                 |          |
|                                          |                   |                 |          |

## Demografia
| A partir de 1990: Població sense dobles comptes |